# Ava Inferi
Gli Ava Inferi sono una band gothic metal portoghese formata nel 2005 da Rune Eriksen e Carmen Simões. Il gruppo è sotto contratto con l'etichetta discografica Season of Mist.

## Formazione
- Carmen Susana Simões - voce
- Jaime Ferreira - basso
- Joao Samora - batteria
- Rune Eriksen - chitarra

## Discografia
- 2006 - Burdens
- 2007 - The Silhouette
- 2009 - Blood of Bacchus
- 2011 - Onyx